# Cobitoidei
Cobitoidei — підряд коропоподібних (Cypriniformes) класу променепері (Actinopterygii).

## Класифікація
Підряд включає 9 родин:
- Родина Боцієві (Botiidae)
- Родина Вайллантеллеві (Vaillantellidae)
- Родина В'юнові (Cobitidae)
- Родина Барбуккові (Barbuccidae)
- Родина Гастромизонові (Gastromyzontidae)
- Родина Змієв'юнові (Serpenticobitidae)
- Родина Баліторові (Balitoridae)
- Родина Еллопостомові (Ellopostomatidae)
- Родина Немахейлові (Nemacheilidae)

За старою класифікацією існувала надродина Cobitoidea, що містила 10 родин: Balitoridae, Barbuccidae, Botiidae, Catostomidae, Cobitidae, Ellopostomatidae, Gyrinocheilidae, Nemacheilidae, Serpenticobitidae, Vaillantellidae.